# Drame dans le camp gitan près de Moscou
Pour plus de détails, voir Fiche technique et Distribution.
Drame dans le camp gitan près de Moscou (en russe : Драма в таборе подмосковных цыган, Drama v tabore podmoskovnykh tsygan) est un court métrage muet russe réalisé par Vladimir Siversen en 1909. C'est le premier film de la société de production d'Alexandre Khanjonkov.
C'est le plus ancien film mettant en scène des personnages du monde tsigane. Le film est partiellement perdu. Le producteur Alexandre Khanjonkov le considérait comme un échec, principalement imputable à l'inexpérience des acteurs, tous amateurs terrorisés par la caméra. 

## Synopsis
Dans un camp tzigane établi près du parc Kuntsevski, dans la région de Moscou, la belle Aza a deux soupirants. Aza aime Aleko, l'un des d'eux, qui a obtenu le consentement de ses parents. Alors que les célébrations de mariage commencent dans le camp, le rival rejeté, sachant qu'Aleko est un joueur de cartes passionné, propose de jouer aux cartes. Aleko n'a pas de chance et perd tout, son argent et son cheval. Il a tout perdu, sauf sa femme bien-aimée. Le rival suggère à Aleko que le dernier enjeu soit Aza qui le supplie de s'abstenir de jouer, mais en vain. Aleko perd une fois de plus.
En apprenant ce qui s'est passé, le camp est en émoi et bannit Aleko. Pendant la nuit, Aleko demande à Aza de s'enfuir avec lui. Elle refuse. Aleko la tue d'un coup de poignard en plein cœur, puis se jette d'une falaise dans la Moskova.

## Fiche technique
- Titre : Drame dans le camp gitan près de Moscou
- Réalisateur : Vladimir Siversen
- Scénariste : Vladimir Siversen
- Directeur de la photographie : Vladimir Siversen
- Production : Alexandre Khanjonkov
- Format : noir et blanc
- Pays :  Empire russe
- Genre : Drame
- Durée : 6 minutes
- Date de sortie : Empire russe : 2 janvier 1909 (20 décembre 1908)

## Distribution
Les acteurs sont des membres de la communauté tzigane, tous non professionnels.